# Encío
Encío ist eine 41 Einwohner (Stand: 2024) zählende Gemeinde der Provinz Burgos in der Autonomen Gemeinschaft Kastilien-León (Castilla y León). Sie gehört zur Comarca Valle del Ebro. Zur Gemeinde gehören neben dem Hauptort Encío die Ortschaften Moriana und Obarenes.

## Lage
Encío liegt etwa 65 Kilometer nordöstlich von Burgos.

## Bevölkerungsentwicklung
| Jahr      | 1900 | 1910 | 1920 | 1930 | 1940 | 1950 | 1960 | 1970 | 1981 | 1991 | 2001 | 2011 | 2021 |
| Einwohner | 210  | 208  | 197  | 181  | 184  | 186  | 138  | 114  | 66   | 67   | 69   | 45   | 43   |

## Sehenswürdigkeiten
- Cosmas-und-Damian-Kirche(Iglesia de San Cosme y San Damián), seit 1983 Monumento
- Klosterruine Santa María, früheres Benediktinerkloster in Obarenes, im 12. Jahrhundert durch Alfons VII. gegründet, 1781 abgebrannt

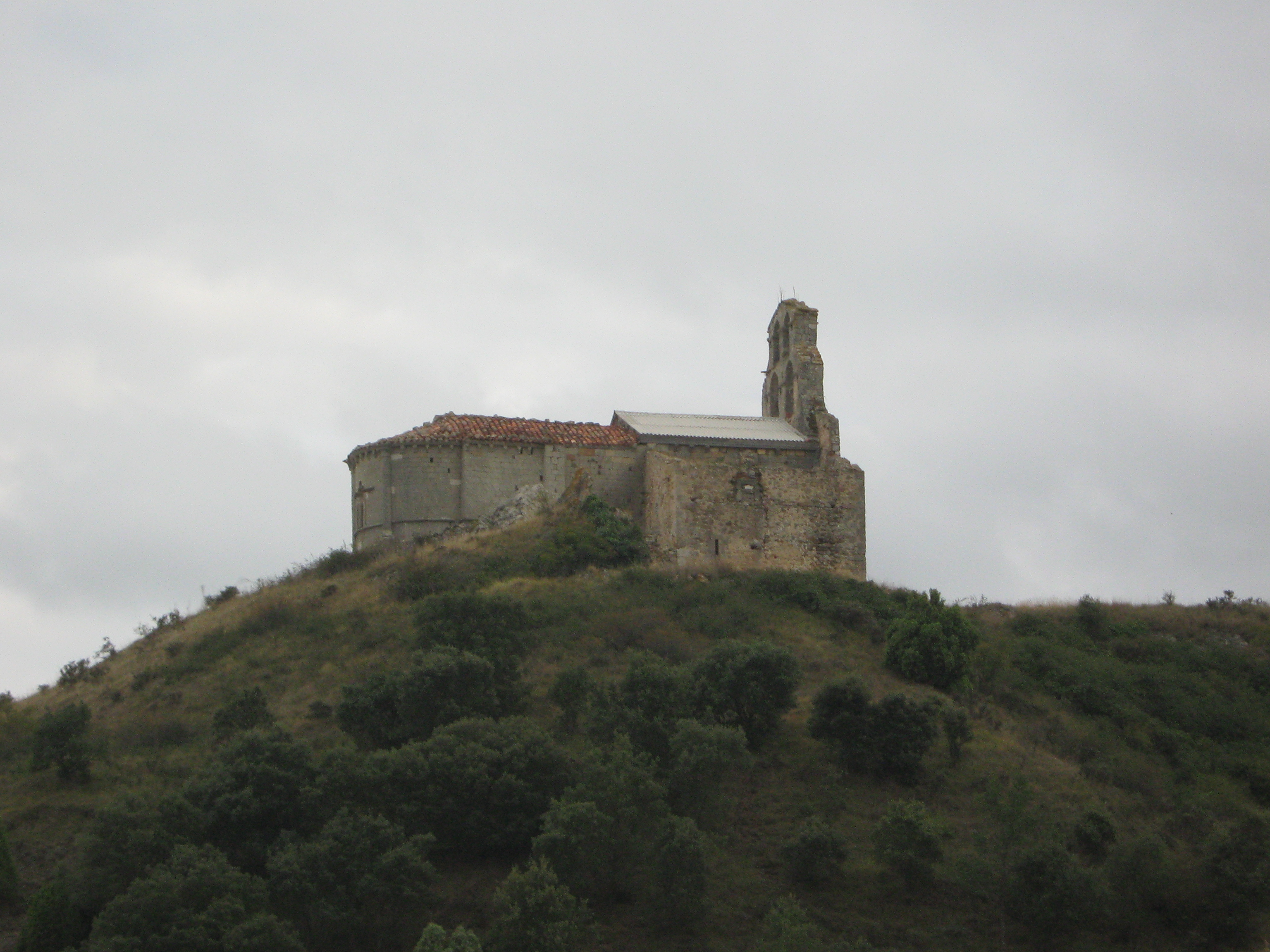
Cosmas-und-Damian-Kirche